# Boaz (Alabama)
Boaz is een plaats (city) in de Amerikaanse staat Alabama, en valt bestuurlijk gezien onder Etowah County en Marshall County.

## Demografie
Bij de volkstelling in 2000 werd het aantal inwoners vastgesteld op 7411.
In 2006 is het aantal inwoners door het United States Census Bureau geschat op 8117, een stijging van 706 (9,5%).

## Geografie
Volgens het United States Census Bureau beslaat de plaats een oppervlakte van
31,7 km², waarvan 31,6 km² land en 0,1 km² water. Boaz ligt op ongeveer 313 m boven zeeniveau.

## Plaatsen in de nabije omgeving
De onderstaande figuur toont de plaatsen in een straal van 24 km rond Boaz.

## Geboren
- Rose Maddox (1925-1998), countryzangeres